# Seregno Foot-Ball Club 1969-1970
Questa voce raccoglie le informazioni riguardanti il Seregno Foot-Ball Club nelle competizioni ufficiali della stagione 1969-1970.

## Rosa
| N. |                   | Ruolo | Calciatore             |
| -- | ----------------- | ----- | ---------------------- |
|    | Italia (bandiera) | C     | Gian Angelo Arienti    |
|    | Italia (bandiera) | P     | Giancarlo Battistini   |
|    | Italia (bandiera) | C     | Luigi Cappelletti      |
|    | Italia (bandiera) | A     | Giuseppe Doldi         |
|    | Italia (bandiera) | A     | Giovanni Carlo Ferrari |
|    | Italia (bandiera) | D     | Gianbattista Ferrerio  |
|    | Italia (bandiera) | D     | Venanzio Formenti      |
|    | Italia (bandiera) | D     | Vittorio Galliani      |
|    | Italia (bandiera) |       | Giovannini             |
|    | Italia (bandiera) | A     | Giovanni Guzzabocca    |
|    | Italia (bandiera) | A     | Ivano Mainardis        |
|    | Italia (bandiera) | P     | Poerio Mascella        |

| N. |                   | Ruolo | Calciatore         |
| -- | ----------------- | ----- | ------------------ |
|    | Italia (bandiera) | A     | Giuseppe Mazzoleri |
|    | Italia (bandiera) | A     | Giuseppe Nogara    |
|    | Italia (bandiera) | C     | Valerio Pavesi     |
|    | Italia (bandiera) | C     | Doriano Pozzato    |
|    | Italia (bandiera) | D     | Giuseppe Redaelli  |
|    | Italia (bandiera) | D     | Luciano Rizzi      |
|    | Italia (bandiera) | C     | Luciano Rossi      |
|    | Italia (bandiera) | D     | Roberto Santi      |
|    | Italia (bandiera) | A     | Aldo Silva         |
|    | Italia (bandiera) | P     | Carlo Spreafico    |
|    | Italia (bandiera) | D     | Renato Tridella    |